# A・M・バレイジ
アルフレッド・マクレランド・バレイジ（Alfred McLelland Burrage、1889年 - 1956年）は、イギリスの小説家である。通称A・M・バレイジ。別名義にEX-プライベート・Xがある。

## 人物・経歴
わずか16歳で職業作家となり、児童向け週刊新聞に筆を執った。彼はそれらジュヴナイル長編の後、主として第一次世界大戦に従軍した際の回顧録や、陽気な恋愛小説を執筆した。長編作品は9冊が刊行されている。
また、それらの作品とは別に、（動機としては彼の趣味で）雑誌に寄稿されたゴースト・ストーリーがあり、現在ではそちらの作品によって記憶されている作家となっている。それら怪奇物を含む短編作品は、イギリスにて短編集8冊に纏められており、全105編がある。

## 作風
ヴィクトリア朝末期に生まれた彼の短編作品には、古きよき時代への郷愁が感じられ、怪綺談の枠を超えた懐かしさが漂っている。

## 日本語訳作品

### 単数訳出作品
- 「象牙の骨牌（The Ivory Cards ）」 - 平井呈一/訳『こわい話・気味のわるい話<1>』(牧神社・1974年) → 『恐怖の愉しみ 上』(創元推理文庫・1985年)

　　　※『こわい話・気味のわるい話』は2011年に沖積舎から復刊している。
- 「遊び相手（Playmates ）」 - 山本俊子/訳『『ハヤカワ・ミステリマガジン』1985年8月号（早川書房） → 『ロアルド・ダールの幽霊物語』(ハヤカワ・ミステリ文庫 1988年)に収録

　　　※『ホームスイートホラー』 (ポプラ社・2006年)に再録されている。
- 「幻の貴婦人（One Who Saw ）」 - 竹生淑子/訳『悪夢の化身 《恐怖の一世紀 -A Century of Horror 2》』(ソノラマ文庫・1985年)
- 「落葉を掃く人（The Sweeper ）」 - 秋津知子/訳『ハヤカワ・ミステリマガジン』1985年8月号（早川書房） → 『ロアルド・ダールの幽霊物語』(ハヤカワ・ミステリ文庫 1988年)に収録
- 「殺人者のへや」 - 小坂和世/訳『幽霊たちの館』(青い鳥文庫・1986年)
- 「違う駅（The Wrong Station ）」 - 西崎憲/訳『怪奇小説の世紀【第1巻】 夢魔の家』(国書刊行会・1992年)
- 「足跡（Footprints ）」 - 西崎憲/訳『怪奇小説の世紀【第3巻】 夜の怪』(国書刊行会・1993年)
- 「青い服の少女（The Girl in Blue ）」 - 尾之上浩司/訳『ハヤカワ・ミステリマガジン』2003年8月号（早川書房）
- 「今日と明日のはざまで（Between the Minute and the Hour ）」 - 中野善夫/訳『怪奇礼讃』(創元推理文庫・2004年)
- 「見た男（The Man Who Saw ）」 - 南條竹則/訳 『イギリス恐怖小説傑作選』(ちくま文庫・2005年)
- 「夏のワイン（Wine of Summer ）」 - 仁賀克雄/訳 『ハヤカワ・ミステリマガジン』2018年5月号（早川書房）
- 「誰のものでもない家」 - 植草昌実/訳 『ナイトランド・クォータリー』vol.11 2017年11月（アトリエサード）

### 複数訳出作品
- 「Smee 」

1. 「スミー」 - 宮尾洋史/訳 『イギリス怪奇傑作集』(福武文庫・1991年)
2. 「13人の鬼の遊び」 - 笹瀬麻百合/訳 『13人の鬼あそび 《恐怖の一世紀 -A Century of Horror3》』(ソノラマ文庫・1985年)
3. 「暗闇のかくれんぼ」 - 仁賀克雄/訳 『新・幻想と怪奇』(早川書房・2009年)